# Eric Gale

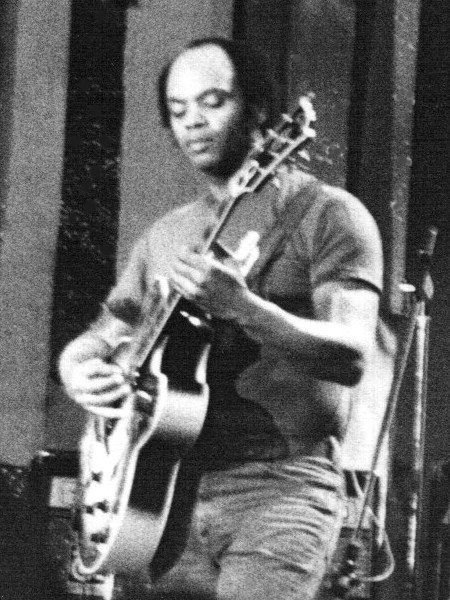
Eric Gale 1976

Eric J. Gale (* 20. September 1938 in Brooklyn; † 25. Mai 1994 in Baja California, Mexiko) war ein US-amerikanischer Gitarrist in den Bereichen Rhythm and Blues, Fusion, Easy Listening und Jazz.

## Leben und Wirken
Im Alter von 12 Jahren begann er als Autodidakt mit dem Gitarrenspiel. Obwohl er einen Abschluss in Chemie an der Niagara-Universität hatte, wendete er sich der Musik zu. Er wurde Begleitmusiker von Maxine Brown, The Drifters und Jesse Belvin, nahm aber ab 1963 auch mit King Curtis auf. Als Sessionmusiker wurde er in den 1960er Jahren bekannt und war an Aufnahmen von Aretha Franklin, Bob James, Johnny Hodges, Jimmy Smith und Sonny Stitt beteiligt. In den Studios arbeitete er an ungefähr 500 Alben mit, insbesondere für Creed Taylors Label CTI. Zu den Künstlern, an deren Aufnahmen er mitwirkte, zählen Stanley Turrentine, Paul Simon, Lena Horne, Quincy Jones, Bob Marley, Nina Simone, Peter Tosh, Grover Washington, Jr., Herbie Mann, Esther Phillips, Joe Cocker, Carly Simon, Van Morrison, Al Jarreau, Phil Upchurch, Dizzy Gillespie (The Real Thing, 1970) und Billy Joel. Einige Zeit war er auch Gitarrist in Aretha Franklins Bühnenband. In den späten 1970er und frühen 1980er Jahren trat er mit Stuff, einer New Yorker Jazzfunk-Band auf.

## Diskographie

### Als Bandleader
- Negril (LP, 1975. Micron Music Ltd.) (CD, 2003. 3D Japan)
- Forecast (1973) (Kudu Records)
- Ginseng Woman (1977) (Columbia)
- Multiplication (1978) (Columbia)
- Part of You (1979) (Columbia)
- Touch of Silk (1980) (Columbia)
- Blue Horizon (1981) (Elektra)
- In the Shadow of a Tree (1982) (JVC)
- Island Breeze (1983) (Elektra)
- In a Jazz Tradition (1987) (EmArcy)
- Let’s Stay Together (1988) (Artful Balance)
- Utopia (1998) (Rooms Japan)

### Mit Stuff
- Live at Montreux 1976 (1976, CD, DVD)
- Stuff (1976)
- More Stuff (1977)
- Stuff It (1978)
- Live Stuff (1978)
- Live in New York (1980)
- Best Stuff (1981)

## Lexigraphische Einträge
- Leonard Feather, Ira Gitler: The Biographical Encyclopedia of Jazz. Oxford University Press, New York 1999, ISBN 0-19-532000-X.

## Weblink
- Biographie von Scott Yanow in Allmusic

| Personendaten    | Personendaten                             |
| ---------------- | ----------------------------------------- |
| NAME             | Gale, Eric                                |
| ALTERNATIVNAMEN  | Gale, Eric J.                             |
| KURZBESCHREIBUNG | amerikanischer Jazz- und Sessiongitarrist |
| GEBURTSDATUM     | 20. September 1938                        |
| GEBURTSORT       | Brooklyn                                  |
| STERBEDATUM      | 25. Mai 1994                              |
| STERBEORT        | Baja California (Bundesstaat), Mexiko     |